# Santo Antão (Calheta)
Santo Antão ist eine portugiesische Gemeinde (Freguesia) im Kreis (Município) Calheta auf der Azoren-Insel São Jorge. In ihr leben 629 Einwohner (Stand 19. April 2021).